# Sholinghur
Sholinghur (Tamil: சோளிங்கர் Cōḷiṅkar [ˈsoːɭiŋɡər], auch Sholingur) ist eine Stadt im indischen Bundesstaat Tamil Nadu. Die Einwohnerzahl beträgt rund 31.000 (Volkszählung 2011). Sholingur ist für den Lakshmi-Narasimha-Tempel, ein Heiligtum des Hindu-Gottes Vishnu bekannt.
Sholinghur liegt im Norden Tamil Nadus rund 50 Kilometer nordöstlich der Stadt Vellore und 120 Kilometer westlich von Chennai (Madras) im Taluk Wallajah des Distrikts Ranipet. Zur Grenze des Nachbarbundesstaates Andhra Pradesh sind es nur wenige Kilometer. Der nächste Bahnhof befindet sich in Arakkonam, knapp 30 Kilometer östlich. Sholinghur ist von schroffen Felsen, Ausläufern der Ostghats, umgeben.

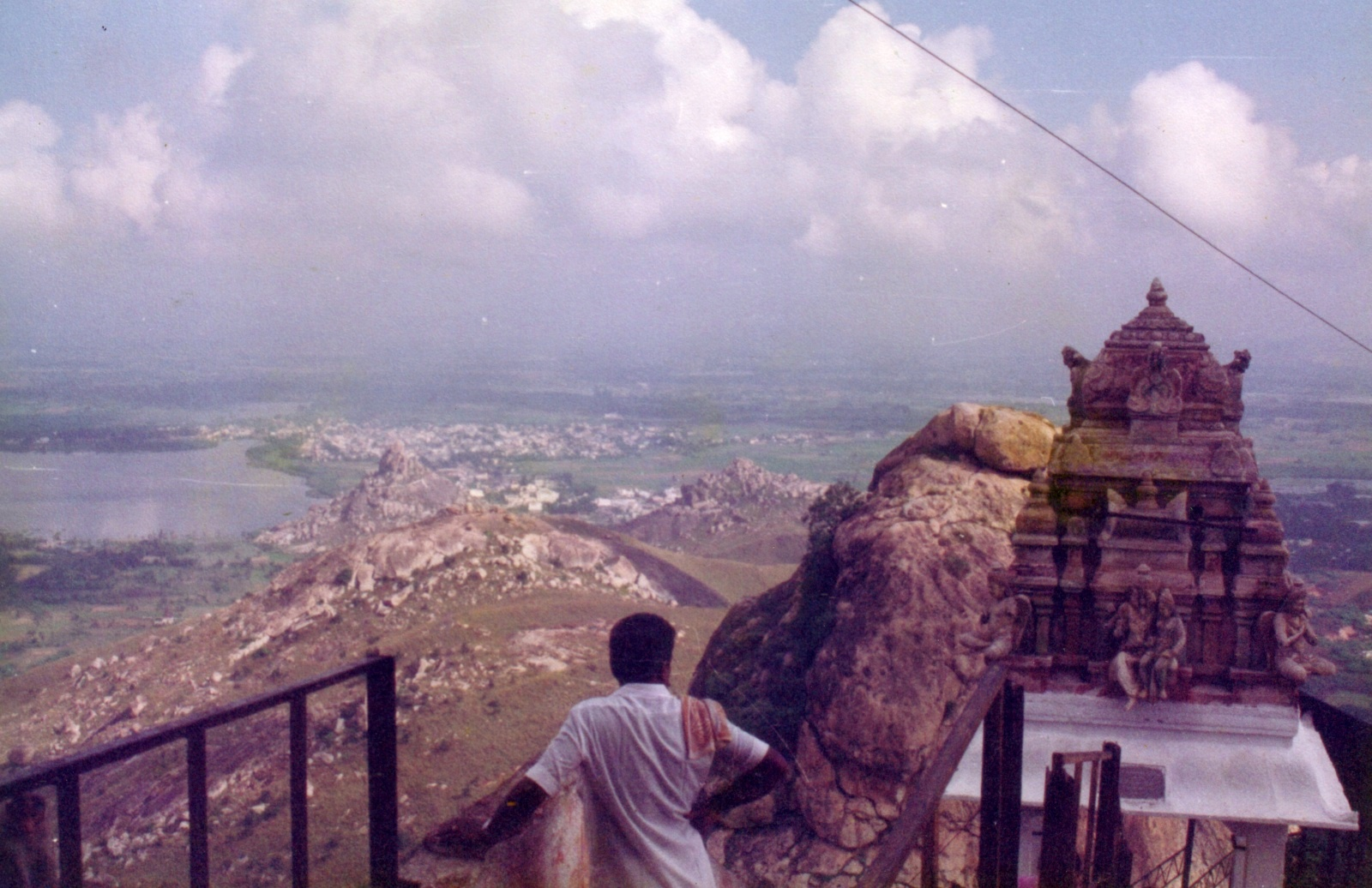
Blick vom Lakshmi-Narasimha-Tempel, im Hintergrund die Stadt Sholinghur

Sholinghur oder Sholingur ist die anglisierte Schreibweise des tamilischen Namens Solingar (auch Sholingar oder Cholingar). Dieser Name soll sich wiederum von Cholalingapuram, „Stadt des Lingas der Chola“, herleiten. Der Legende nach fanden die Chola-Könige hier ein natürliches Linga (Symbol des Gottes Shiva) und bauten an seiner Stelle ein Heiligtum, den Choleshwara- oder Sholeshwara-Tempel. Sholinghur ist aber vor allem für sein wichtiges vishnuitisches Heiligtum bekannt. Dieses verteilt sich auf drei Standorte: Südlich der Stadt befinden sich auf einem großen Felsen der Lakshmi-Narasimha-Tempel, der Vishnu in seiner Inkarnation als Narasimha geweiht ist, sowie der dem Gott Hanuman geweihte Anjaneya-Tempel. Der dritte Tempel befindet sich im Stadtinneren. Das Heiligtum von Sholinghur unter dem Namen Tirukkadigai von den Alvars (vishnuitischen Dichterheiligen) besungen und gehört daher zu den Divya Desams (108 heilige Orte des tamilischen Vishnuismus).
1781 fand im Zweiten Mysore-Krieg bei Sholinghur eine Schlacht statt, in der die Truppen der Britischen Ostindien-Kompanie ein Heer Hyder Alis von Mysore besiegten.
95 Prozent der Einwohner Sholinghurs sind Hindus, 3 Prozent sind Muslime und 2 Prozent Christen. Die Hauptsprache ist, wie in ganz Tamil Nadu, das Tamil, das von 92 Prozent der Bevölkerung als Muttersprache gesprochen wird. 5 Prozent sprechen Telugu und 2 Prozent Urdu.